# Mira (miasto w Portugalii)
Mira – miejscowość w Portugalii, leżąca w dystrykcie Coimbra, w regionie Centrum w podregionie Baixo Mondego. Miejscowość jest siedzibą gminy o tej samej nazwie. 

## Demografia
| Liczba ludności gminy Mira (1801–2011) | Liczba ludności gminy Mira (1801–2011) | Liczba ludności gminy Mira (1801–2011) | Liczba ludności gminy Mira (1801–2011) | Liczba ludności gminy Mira (1801–2011) | Liczba ludności gminy Mira (1801–2011) | Liczba ludności gminy Mira (1801–2011) | Liczba ludności gminy Mira (1801–2011) | Liczba ludności gminy Mira (1801–2011) | Liczba ludności gminy Mira (1801–2011) |
| -------------------------------------- | -------------------------------------- | -------------------------------------- | -------------------------------------- | -------------------------------------- | -------------------------------------- | -------------------------------------- | -------------------------------------- | -------------------------------------- | -------------------------------------- |
| 1801                                   | 1849                                   | 1900                                   | 1930                                   | 1960                                   | 1981                                   | 1991                                   | 2001                                   | 2004                                   | 2011                                   |
| 4 572                                  | 8 964                                  | 8 075                                  | 9 671                                  | 13 384                                 | 13 299                                 | 13 257                                 | 12 872                                 | 13 144                                 | 12 465                                 |

## Sołectwa
Sołectwa gminy Mira (ludność wg stanu an 2011 r.):
- Carapelhos – 717 osób
- Mira – 7367 osób
- Praia de Mira – 3147 osób
- Seixo – 1234 osoby